# 北安桥

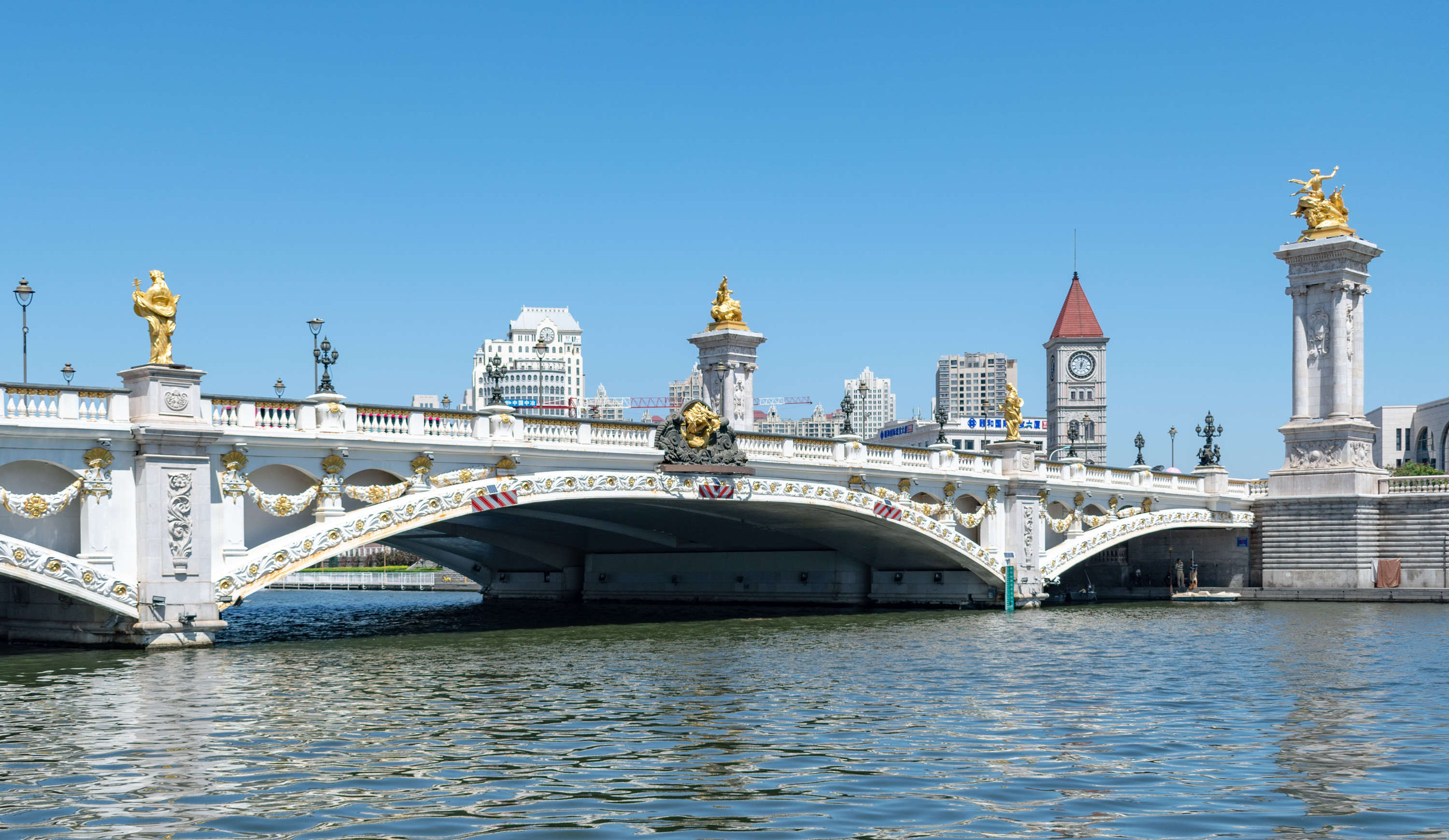
北安桥

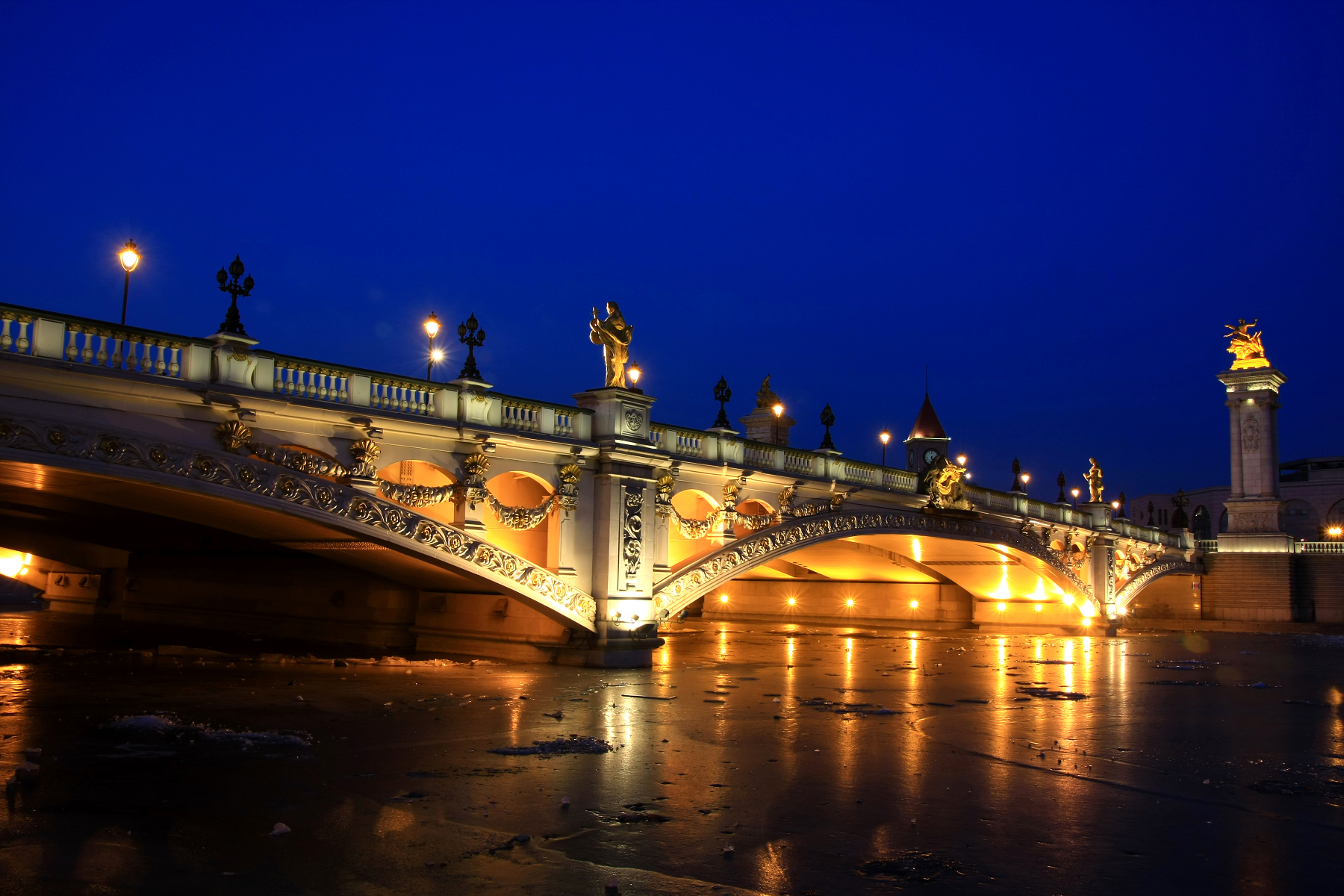
北安桥夜景

39°07′57″N 117°11′19″E / 39.13244°N 117.18858°E北安桥是一座建于中国天津市海河上的桥梁，曾名日本桥、胜利桥等。北安桥东连河北区胜利路和平安街，西接和平区福安大街。桥宽24.6米，其中机动车道18米，人行道每侧各3米，左右栏杆各0.3米。

## 历史
1939年，北安桥原址始建木桥，当时称为新桥，又名日本桥。1945年，第二次世界大战结束后，日本桥拆除，改建为水泥灌注桩木桥，因当时连接胜利路而更名为胜利桥。1975年，胜利路改名为北安道，胜利桥也于同年拆除，并原址新建并命名为北安桥，由天津大学建筑系荆其敏设计，线条简洁明快，为三孔拱形钢筋混凝土结构，长98米，宽24米，高7.6米，主桥共分3跨,跨径分别为24米、45米、24米，其中机动车道18米，人行道每侧各3米，左右各有0.3米高的栏杆，并装饰有水涮石护栏和兰花形路灯。2004年，天津市人民政府根据海河通航和道路规划要求，对北安桥进行了顶升和拓宽，同时结合原有桥梁的结构形式对北安桥进行了景观装饰。整修工作为期三个多月。改建工程共分3部分，一是在人行道和非机动车道上铺装了花岗岩。二是在既有桥位的上下游各重新施做两幅宽9米的钢桥，其中，6米用于非机动车行驶；3米为人行道。顶升后的老北安桥现在专用于机动车行驶；三是对原桥进行了整体抬升，抬升高度为1.555米。

## 建筑风格

### 建筑结构
北安桥上部的建筑结构为简支单悬臂梁中间带挂梁的变截面预应力箱梁，挂梁长8米；下部的建筑结构采用钻孔灌注桩基础，圆端式桥墩，边帽梁式桥台；桥梁设计荷载为汽车20级、挂车150级。

### 装饰

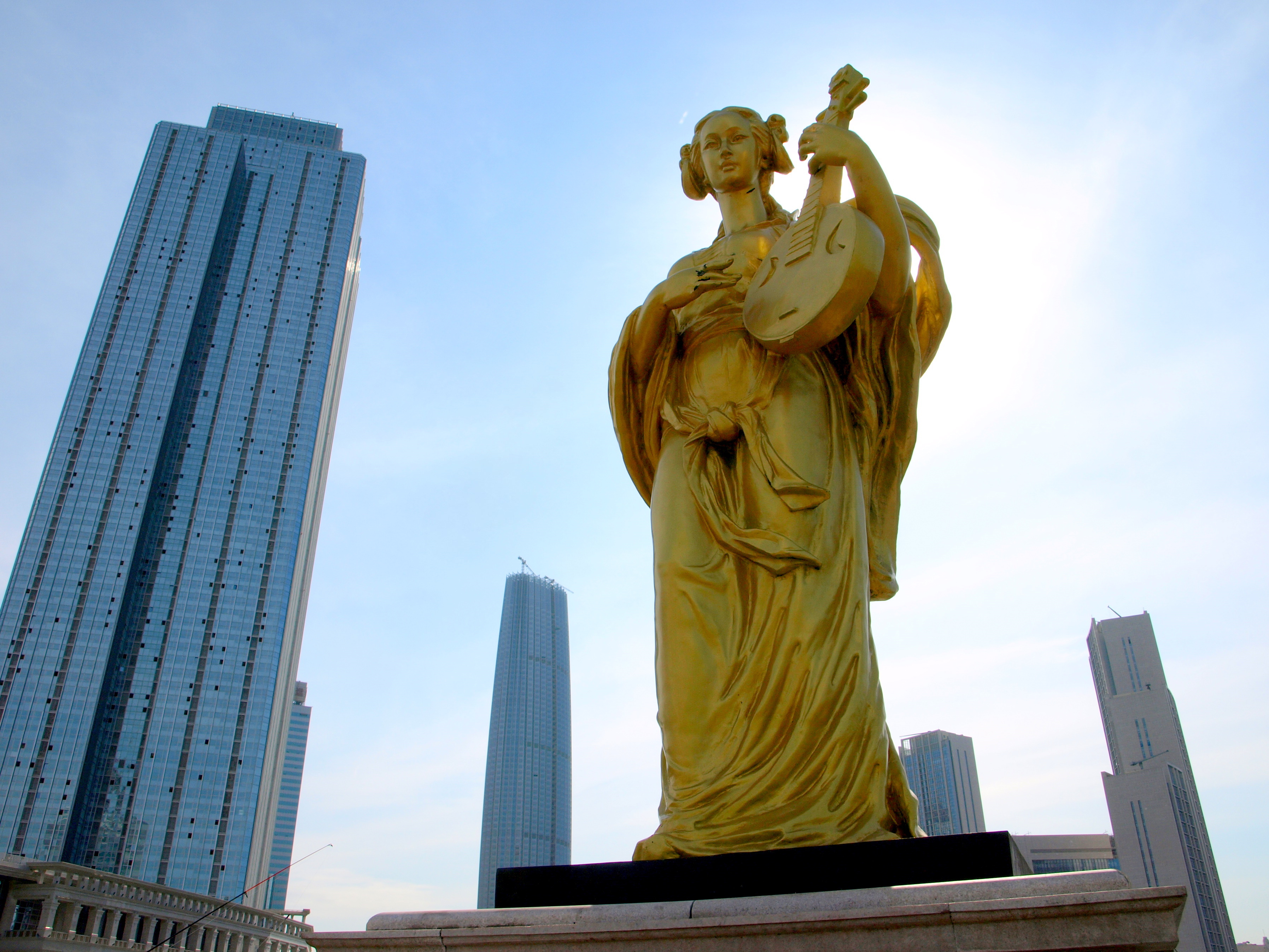
北安桥桥头雕像

北安桥整体采用了西洋古典式风格。其中，四座金色桥头雕塑采用的是中国传统题材的青龙、白虎、朱雀、玄武四灵，寓意东、南、西、北四方平安。4座桥头堡分别高17米、宽5米，上面镶有飞狮浮雕和西洋古典花式。另外，北安桥还装饰有青铜压纹的“盘龙”桥墩雕像以及桥栏柱基上舞姿各异的四尊“乐女”雕像。其中，4个铜制的“乐女”分别高2.8米左右，手中各抱着4种不同的乐器：阮、排箫、琵琶、笙，力求突出中国古典韵味；2条盘龙雕塑采用了中西合璧的风格，龙头、龙身、龙爪均为金色，分别盘踞在海河上下游的桥两侧。 此外，北安桥两侧安装几十盏具有古典欧式风格的雕塑灯。这些雕塑灯分为大小两种：大的高3.38米，上面装饰有3个欧洲男孩儿，手持海带，脚踩着鱼或贝类。小的高1.90米。雕塑灯全部采用青铜铸造，呈深咖啡色。据统计，25个雕塑灯共有约1800个零部件。

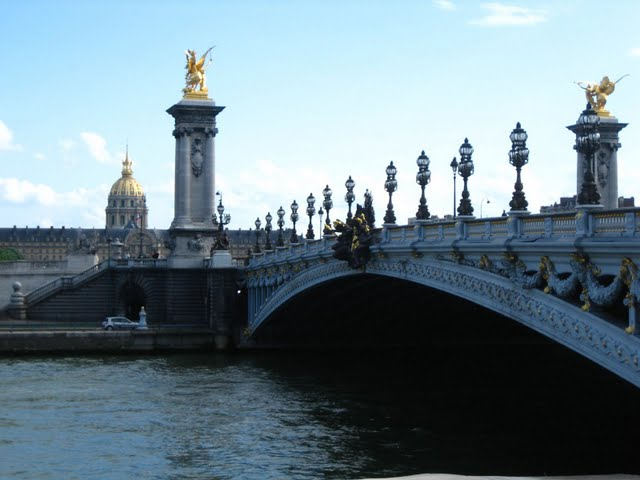
塞纳河上的亚历山大三世桥

北安桥在修建过程中借鉴了法国巴黎亚历山大三世桥的特点。亚历山大三世桥是跨越塞纳河的一座拱桥，普遍认为是巴黎最华丽的桥梁。其中，亚历山大三世桥四尊17米高立柱上的镀金青铜雕像分别为象征“科学”、“艺术”、“工业”与“商业”。

## 行經北安橋之公交路线
| 行经巴士路线一览 | 行经巴士路线一览      | 行经巴士路线一览      | 行经巴士路线一览      | 行经巴士路线一览                               |
| 编号             | 路线                  | 路线                  | 路线                  | 备注                                           |
| ---------------- | --------------------- | --------------------- | --------------------- | ---------------------------------------------- |
| 8                | 天津站（A5-2）        | 全程 ⇆                | 体育中心公交站        |                                                |
| 8                | 天津站（A5-2）        | 短线 ←                | 八里台                |                                                |
| 8区              | 已于2025年5月12日停办 | 已于2025年5月12日停办 | 已于2025年5月12日停办 | 已于2025年5月12日停办                          |
| 191              | 自由道                | ⇆                     | 静海汽车站            |                                                |
| 635              | 西站公交站（C2）      | ⇆                     | 方山道公交站          |                                                |
| 638              | 天津站（A5-1）        | ⇆                     | 海泰南公交站          |                                                |
| 639西            | 天津站（A5-3）        | ⇆                     | 和苑公交站            |                                                |
| 640              | 水西公园公交站        | ⇆                     | 天津站北广场          |                                                |
| 645              | 天津站（A5-2）        | 全程 ⇆                | 曹庄子花卉市场        |                                                |
| 645              | 天津站（A5-2）        | 短线1 →               | 长虹公园地铁站        |                                                |
| 645              | 天津站（A5-2）        | 短线2 ←               | 福姜路                |                                                |
| 645区            | 已于2025年5月12日停办 | 已于2025年5月12日停办 | 已于2025年5月12日停办 | 已于2025年5月12日停办                          |
| 651              | 西站公交站（南4）     | ⇆                     | 天津科技大学西院      | 途经津滨高速                                   |
| 672              | 天津站（A5-3）        | ⇆                     | 杨柳青公交站          |                                                |
| 676北            | 天津站北广场          | ⇆                     | 商业大学公交站        |                                                |
| 806              | 西站公交站（C1）      | ⇆                     | 智达道公交站          |                                                |
| 832              | 天津站（A5-2）        | ⇆                     | 王村公交站            |                                                |
| 841              | 大众家园              | ⇆                     | 中北公交站            |                                                |
| 905              | 东姜井公交站          | ⇆                     | 中山门虎丘路          |                                                |
| 961              | 天津站（A3-2）        | ⇆                     | 城际美景公交站        | 工作日早晚高峰增停双街产业园 原 616 （第一代） |